# Notophthiracarus capillatus
Notophthiracarus capillatus är en kvalsterart som beskrevs av Wojciech Niedbała 1989. Notophthiracarus capillatus ingår i släktet Notophthiracarus och familjen Phthiracaridae. Inga underarter finns listade i Catalogue of Life.